# Cleora tangens
Cleora tangens là một loài bướm đêm trong họ Geometridae.